# Хамза Алич
Хамза Алич (босн. Hamza Alić; нар. 20 січня 1979) — боснійський легкоатлет, займається штовханням ядра. Призер чемпіонату Європи, учасник двох Олімпіад.

## Кар'єра
Хамза Алич виступав у змаганнях зі штовхання ядра на молодіжних першостях світу та Європи у кінці 1990-х, але не зміг пробитися навіть у десятку кращих. На чемпіонаті Європи 2002 року боснієць вперше виступив на дорослому чемпіонаті Європи, де зайняв 26-е місце.
У 2005 році виграв бронзову медаль на середземноморських іграх в Іспанії, штовхнувши своє ядро на 19,49 м. На чемпіонаті світу в Гельсінкі показав результат майже на півметра гірше і не пройшов кваліфікацію, ставши лише 22-м.
На Середземноморських іграх 2009 року в Пескарі завоював срібло, а через чотири роки здобув другу бронзову медаль. У тому ж 2013 році завоював срібну медаль на чемпіонаті Європи в приміщенні, який проходив в Гетеборзі, з результатом 20,34 м поступившись сербу Асміру Колашинацю.

### Участь в Олімпійських іграх

#### Пекін 2008
На Олімпіаді 2008 року Хамза Алич штовхнув ядро на 19,87 м. Для виходу у фінал йому не вистачило 15 см, і в підсумку він посів 17-е місце в кваліфікації.
| Атлет      | Змагання       | Кваліфікація | Кваліфікація | Фінал      | Фінал      |
| Атлет      | Змагання       | Результат    | Позиція      | Результат  | Позиція    |
| ---------- | -------------- | ------------ | ------------ | ---------- | ---------- |
| Хамза Алич | штовхання ядра | 19.87        | 17           | Не пройшов | Не пройшов |

#### Ріо 2016
| Атлет      | Змагання       | Кваліфікація | Кваліфікація | Фінал      | Фінал      |
| Атлет      | Змагання       | Результат    | Позиція      | Результат  | Позиція    |
| ---------- | -------------- | ------------ | ------------ | ---------- | ---------- |
| Хамза Алич | штовхання ядра | 18.78        | 30           | Не пройшов | Не пройшов |